# Genoplesium woollsii
Genoplesium woollsii är en orkidéart som först beskrevs av Ferdinand von Mueller, och fick sitt nu gällande namn av David Lloyd Jones och Mark Alwin Clements. Genoplesium woollsii ingår i släktet Genoplesium och familjen orkidéer. Inga underarter finns listade i Catalogue of Life.